# Vulcano (film 1950)
Vulcano è un film del 1950 diretto da William Dieterle.

## Trama
(Giulio)
Costretta a lasciare Napoli e a tornare sull'isola natìa per ordine del Questore, Maddalena s'imbatte nell'ostilità dei conterranei che non le perdonano il burrascoso trascorso di prostituta. Unica voce fuori dal coro è la giovane Maria, che l'accoglie con entusiamo genuino. Solo strada facendo tra i viottoli dell'isola, le due scopriranno di essere sorelle, ritrovandosi così dopo tanti anni. Le due donne, così diverse tra loro, devono affrontare la cieca avversione degli abitanti dell'isola che investe ormai anche l'innocente Maria. La concordia tra le sorelle sembra svanire quando giunge sull'isola il palombaro Donato che, dietro racconti di facciata, nasconde un fine segreto: recuperare un tesoro inabissatosi dopo il naufragio della nave su cui egli era imbarcato. Le ristrettezze economiche convincono le sorelle a lavorare con il palombaro, ma la disillusione di Maria verso il sogno di riabbracciare il promesso sposo, emigrato in America, spinge la giovane tra le lusinghe di Donato, che promette di portarla via con sè verso una vita agiata, dietro la quale si nasconde in realtà la prostituzione. La contrarietà di Maddalena al rapporto tra il subdolo Donato e l'ingenua sorella scatena la reazione di quest'ultima, che fugge in lacrime dall'imbarcazione dove i tre si trovano per la pesca, convinta che sua sorella voglia contenderle l'uomo. Rimasti soli, con Donato sul fondale durante l'immersione, Maddalena smette di pompare l'aria, condannando il palombaro alla morte. Allo scampato pericolo di Maria e alla rinnovata certezza del ritorno del suo fidanzato, fa da contraltare la terribile eruzione del vulcano dalla quale Maddalena rinuncia a fuggire, trovando così la morte.

## Produzione
Questo film fu girato nelle Eolie, sulle isole di Salina e Lipari  nell'estate del 1949, in contemporanea al film di Roberto Rossellini, Stromboli (Terra di Dio) con Ingrid Bergman, dopo la rottura tra Rossellini e Anna Magnani. Le vicende produttive dei due film rivali sono state ricostruite per la prima volta nel 2000 nel libro "La guerra dei vulcani".
Il film fu prodotto dalla Panaria Film di Francesco Alliata. Della troupe fece parte anche l'etnologo e fotografo Fosco Maraini.

## Distribuzione
La pellicola uscì nelle sale cinematografiche italiane il 2 febbraio 1950, riuscendo quindi a precedere (nonostante la lavorazione fosse iniziata dopo), il film rivale realizzato da Rossellini con protagonista la Bergman (che arrivò nelle sale due settimane dopo).

## Accoglienza
La grande curiosità, alimentata dalla cronaca scandalistica dell'epoca, nata attorno alla lavorazione dei due film (ribattezzata dalla stampa come la guerra dei vulcani), non fu però sufficiente a far registrare lusinghieri risultati da parte del pubblico al botteghino per nessuno dei due: entrambe le pellicole registrarono infatti incassi abbastanza modesti, comunque inferiori alle aspettative prefissate.